# Pelargopsis amauroptera
Pelargopsis amauroptera là một loài chim trong họ Alcedinidae.